# Paraguraleus lucidus
Paraguraleus lucidus é uma espécie de gastrópode do gênero Paraguraleus, pertencente a família Mangeliidae.